# Großseneschall der Provence
Der Großseneschall der Provence war ein bedeutender Würdenträger in der Grafschaft Provence vor und nach der Vereinigung mit Frankreich.
Im Frankreich des Ancien Régime war der Bailli (im Norden) bzw. der Sénéchal (im Süden) ein feudaler Beamter, der vom Grundherrn mit Verwaltungs-, Steuer-, Polizei- und Justizaufgaben betraut worden war. Das Amt und später auch der Bezirk des Bailli wurden Bailliage genannt; in Südfrankreich bis hinauf nach Anjou und Maine wurden die gleichen Beauftragten als Sénéchaux (Einzahl: Sénéchal) bezeichnet, ihr Amt bzw. ihr Bezirk als Sénéchaussée.
Im Laufe der Zeit wurde das Amt quasi erblich (Familie Agoult, Grafen von Tende, Familie Pontevès), 1662 wurde es abgeschafft.

## Liste der Großseneschalle der Provence

### UnterKarl von Anjou(1246–1285)
- 1263 Pierre Deviens (Haus Simiane)
- 1272 Amelin d'Agoult, Seigneur de Curbans et de Claret.
- 1275 Guillaume de Lagonessa

### UnterJohanna von Anjou(1343–1382)
- 1350 Boniface de Castellane, am 4. Oktober 1350 abgesetzt
- 1351 Pierre de Cadenet, † vor Jahresende
- 1351 Fouque d'Agoult
- 1353–1355 Fouque d'Agoult, Seigneur de Sault, de Reillanne et du Luc,[1] Sohn von Raymond III. d'Agoult und Consoline de Fos
- 1356 Jean Gantelme[1]
- 1361–1362 Ruggiero di Sanseverino[2][3].
- 1363–1365 Fouque d'Agoult, Marquis de Corfou, Seigneur de Sault, de Reillanne et du Luc[4][3], wurde am 18. April 1363 zum Großseneschall ernannt
- 1369 Raymond d'Agoult-Sault[4].
- 1370–1375 Nicolas Spinelli[2][4].
- 1376–1382 Fouque d'Agoult, Marquis de Corfou, Seigneur de Sault, de Reillanne et du Luc[2][4].

### UnterLudwig I. von Anjou(1382–1384)
- 1383–1385 Fouquet d'Agoult, Seigneur de Sault

### UnterLudwig II. von Anjou(1384–1417)
- 1385 Pierre d'Aligné.
- 1385 Fouquet d'Agoult, Marquis de Corfou, Seigneur de Reillanne et du Luc, † Arles 29. Dezember 1385
- 1386–1404 George de Marle, Seigneur du Luc et de Roquebrune.

### Großseneschall undGouverneur der Provence
- 1480–1481 Pierre de la Jaille
- 1482–1483 Pierre de Glandevès-Faucon
- April – Dezember 1483 Palamède de Forbin
- 1483–1493 Aymar de Poitiers
- 1493–1503 Philippe de Hochberg (Haus Baden)
- 1504–1513 Louis d’Orléans, Comte de Longueville (Haus Valois-Orléans)
- 1514 Jean de Poitiers, Seigneur de Saint-Vallier (Haus Poitiers-Valentinois)
- 1515–1525 René de Savoie, Comte de Tende (Haus Savoyen)
- 1525–1566 Claude de Savoie, Comte de Tende (Haus Savoyen)
- 1566–1572 Honorat I. de Savoie, Comte de Tende (Haus Savoyen)

### Großseneschalle
- 1572–1582 Jean de Pontevès, Comte de Carcès, Baron de Cotignac
- 1582–1610 Gaspard de Pontevès, Comte de Carcès, dessen Sohn
- 1610–1655 Jean de Pontevès, Comte de Carcès, Sohn Gaspards
- 1655–1662 François de Simiane, Marquis de Gordes, Comte de Carcès, dessen Neffe und letzter Großseneschall der Provence